# Synaphosus femininis
Espèce
Synaphosus femininis est une espèce d'araignées aranéomorphes de la famille des Gnaphosidae.

## Distribution
Cette espèce se rencontre en Indonésie à Java et en Chine à Hainan,.

## Description
La femelle holotype mesure 4,20 mm. Les mâles mesurent de 3,75 à 4,25 mm et les femelles de 4,07 à 5,58 mm.

## Publication originale
- Deeleman-Reinhold, 2001 : Forest spiders of South East Asia: with a revision of the sac and ground spiders (Araneae: Clubionidae, Corinnidae, Liocranidae, Gnaphosidae, Prodidomidae and Trochanterriidae. Brill, Leiden, p. 1-591.